# Ulus
Ne doit pas être confondu avec Ulus bulgare.
Ulus est une ville et un district de la province de Bartın dans la région de la mer Noire en Turquie.